# Rhaphipteroides apicalis
Rhaphipteroides apicalis är en skalbaggsart som beskrevs av Touroult och Tavakilian 2007. Rhaphipteroides apicalis ingår i släktet Rhaphipteroides och familjen långhorningar. Inga underarter finns listade i Catalogue of Life.